# Tiny Thompson
Tiny Thompson, vlastním jménem Cecil Ralph Thompson (31. května 1903 Sandon – 9. února 1981 Calgary) byl kanadský hokejový brankář. Přezdívku Tiny (Drobek) získal v mládí žertem, neboť byl se 178 centimetry nejvyšším hráčem.

## Kariéra
Začínal v týmu Calgary Monarchs, v National Hockey League odehrál dvanáct sezón: 1928–1938 za Boston Bruins a 1939–1940 za Detroit Red Wings. Kariéru ukončil v roce 1941 v Buffalo Bisons. V roce 1929 pomohl Bruins k zisku Stanley Cupu. Ve své kariéře zaznamenal 81 vychytaných nul (stejně jako Dominik Hašek). V sezóně 1929/30 měl bilanci 0,875 obdržené branky na zápas, která nebyla dosud překonána. Jeho silnou zbraní bylo chytání puku do rukavic a rychlá rozehrávka – stal se prvním brankářem v historii NHL, který si připsal asistenci na gól. Získal Vezina Trophy v letech 1930, 1933, 1936 a 1938, v letech 1936 a 1938 byl vybrán do NHL All-Star Teamu. V roce 1959 se stal členem Hokejové síně slávy. Po ukončení hráčské kariéry působil jako skaut.